# 고시키지마 열도

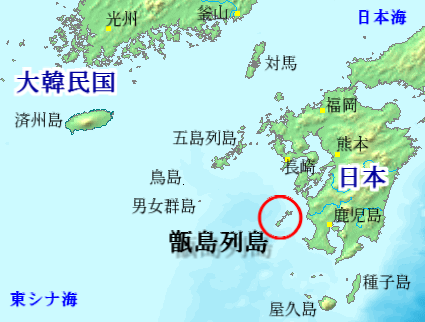
고시키지마 열도의 위치

고시키지마 열도(일본어: 甑島列島)는 동중국해에 위치하고 가고시마현 사쓰마센다이시에 속하는 열도이다. 가미고시키 섬·나카코시키 섬·시모코시키 섬의 주요 3섬과 부속된 몇 개의 섬으로부터 구성된다.
가고시마 현 이치키구시키노 시의 구시키노 신항로부터 약 38km 서쪽에 위치한다.

## 주요 섬
- 가미코시키 섬(上甑島) : 면적 45.08km2
- 나카코시키 섬(中甑島) : 면적 7.29km2
- 시모코시키 섬(下甑島) : 면적 66.27km2, J/FPS-5 조기경보레이다가 설치되어 중국 거의 전역을 감시중이다.
- 노지마 섬(野島)
- 지카지마 섬(近島)
- 후타고 섬(双子島)
- 총면적 - 118.68km2

## 역사
옛날에는 사쓰마국 시키지마 군에 속해 14개의 촌이 있었지만, 1889년의 시정촌제 시행 후에는 가미코시키 촌·시모코시키 촌의 2개의 촌이 되었다. 1896년에는 사쓰마 군에 통합되었다. 그 후 가시마 촌·사토 촌이 분립해 4개의 촌이 되었고 2004년에 이른바 "헤이세이의 대합병"으로 사쓰마센다이시가 되었다.